# Венделеевка
Ве́нделеевка — хутор в Миллеровском районе Ростовской области. Административный центр Туриловского сельского поселения.

## География

### Улицы
- ул. Восточная,
- ул. Молодёжная,
- ул. Степная,
- ул. Центральная.

## История
Согласно Всероссийской переписи населения 1897 года находился на частновладельческих землях: 24 двора, 162 жителя (88 мужчин и 74 женщины). С ноября 1924 года — в составе Туриловского сельсовета. По данным Всесоюзной переписи населения 1926 года — в Донецком округе Мальчевско-Полненского района Северо-Кавказского края РСФСР; 16 дворов, население — 89 человек (48 мужчин и 41 женщина); 95 % жителей — украинцы. Уменьшение населения произошло из-за образования из части Венделеевки нового хутора — Ново-Венделеевки.

## Население
| 2010 |
| ---- |
| 419  |